# Кононенко Наталія Олегівна
Наталія Олегівна Кононенко (англ. Natalie Kononenko ; 23 лютого 1946, м. Корнберґ, Німеччина) — фольклористка, етнолог, професорка фольклору у відділі Сучасних мов і культурних студій при факультеті гуманітарних наук Університету Альберти (Едмонтон, Канада). Дійсний член Української вільної академії наук (2000), Наукового товариства імені Шевченка у США (2000) та Канаді (2004). Донька О. К. Кононенка, онука К. С. Кононенка.

## Життєпис
Народилася 23 лютого 1946 р. в сім'ї хіміка Олега Костянтиновича Кононенка (1918—1998) в таборі переміщених осіб Корнберґ у Німеччині, де на той час перебувала її родина. Батьки емігрували з України, згодом переїхали до Сполучених Штатів Америки.
Отримала бакалаврський ступінь у Коледжі Редкліфф (Кембридж) та ступінь доктора з тюркського і слов'янського фольклор в Гарвардському Університеті (1976).
З 1974 р. — професорка кафедри слов'янських мов та літератур, заступниця декана та голова славістичного департаменту в Університеті Вірджинії.
2004 р. Наталія Кононенко переїхала зі Сполучених Штатах Америки, де вона була активним фольклористом, до Канади. Працює в Університеті Альберти, очолює кафедру української етнології Центру українського і канадського фольклору ім. Петра та Доріс Кулів. Викладає курси українських вірувань, української прози, поезії, родинних і календарних обрядів, фольклорної методології та теорії фольклору, фольклору і мас-медіа.
Організаторка низки зустрічей із провідними спеціалістами в галузі фольклору: Майклом Тафтом (голова фольклористичного відділу Бібліотеки Конгресу США), Любов'ю Волинець (куратора українського музею в Нью-Йорку), Робертом Климашем (професор Центру канадських і українських студій у вінніпезькому університеті), Олександрою Бріциною (фольклористка Інституту мистецтвознавства, фольклористики та етнології ім. М. Рильського), Сабіною Магліокко (професорка Каліфорнійського університету), Катріною Воннер (професорка університету штату Пенсильванія), Ларисою Фіалковою (викладачка Хайфського університету, Ізраїль), Мироном Момриком (архіваріус Національного архіву Канади в Оттаві).
Наталя Кононенко разом з чоловіком Пітером Голловеєм готують освітні матеріали для українських двомовних шкіл Едмонтона.

## Наукова діяльність
Досліджує усну народну творчість, проблеми епічного виконавства, пост-радянські обряди й традиції, частково канадський український фольклор.
Авторка численних енциклопедичних статей у виданнях США і Канади, публікацій у наукових часописах та книг про український епос, українські народні казки, сучасні українські легенди. Її книга «Ukrainian Minstrels: And the Blind Shall Sing» («Українські співці: І сліпий заспіває») отримала премію від Американської асоціації українознавства. Нагороджена премією Фундації Ковалівих за кращу українознавчу студію.
Проводить активну експедиційну польову роботу в Україні (з 1998), Туреччині (1977, 1978), Киргизстані, Казахстані та ін. Ініціювала укладення Договору про співробітництво між Альбертським університетом та Інститутом мистецтвознавства, фольклористики та етнології ім. М. Рильського, що сприяє проведенню польових досліджень канадськими студентами в Україні та перебуванню українських науковців і студентів в Альбертському університеті.
Науковиця приділяє значну увагу розвитку комп′ютерних баз даних та пошукових систем, архівуванню фольклору та традиційної культури українців.
Обиралася до ряду фольклористичних товариств, була президентом Асоціації слов′янського та східноєвропейського фольклору (1999—2001). Редакторка та член редколегій численних журналів, видає часопис слов'янської та східноєвропейської асоціації фольклористів «Folklorica» («Фольклорика»).
2019 р. в ІМФЕ ім. М. Т. Рильського відбулася презентація книги Н. Кононенко «Ukrainian Epic and Historical Song: Folklore in Context» («Українська дума та історична пісня: фольклор у контексті»).

## Вибрані праці
- Kononenko, N. (1990) The Turkish Minstrel Tale Tradition. Garland Publishing Inc. ISBN 978-0-8240-2673-8
- Kononenko, N. (1997) Ukrainian Minstrels: And the Blind Shall Sing. M.E. Sharpe. ISBN 978-0-7656-0144-5
- Suwyn, B. (1997) The Magic Egg and Other Tales from Ukraine. Edited and with an introduction by N. Kononenko. Libraries Unlimited, Inc. ISBN 1-56308-425-2
- Kononenko, N. (2007) Slavic Folklore: A Handbook. Greenwood Press. ISBN 978-0-313-33610-2
- Holloway, P., & Kukharenko, S. (2012). The Paths of Folklore: Essays in Honor of Natalie Kononeko. ISBN 978-0893573935
- Kononenko, N. (2019). Ukrainian Epic and Historical Song: Folklore in Context. University of Toronto Press. ISBN 978-1487502638
- Kononenko, N. (2023). Ukrainian Ritual on the Prairies: Growing a Ukrainian Canadian Identity. ISBN 978-0228016816
- Кононенко Н. Українські балади в Канаді: пристосування до нового життя в новій країні / Наталя Кононенко ; пер з англ. О. Бріциної // Народна творчість та етнологія. — 2012. — № 5. — С.112—120.
- Кононенко Н. Як Бог людей парував: апокрифи та відродження релігії в пострадянській Україні / Н. Кононенко // Народознавчі Зошити. — 2010. — № 3/4. — С. 93—94.